# Ludwig Leybold

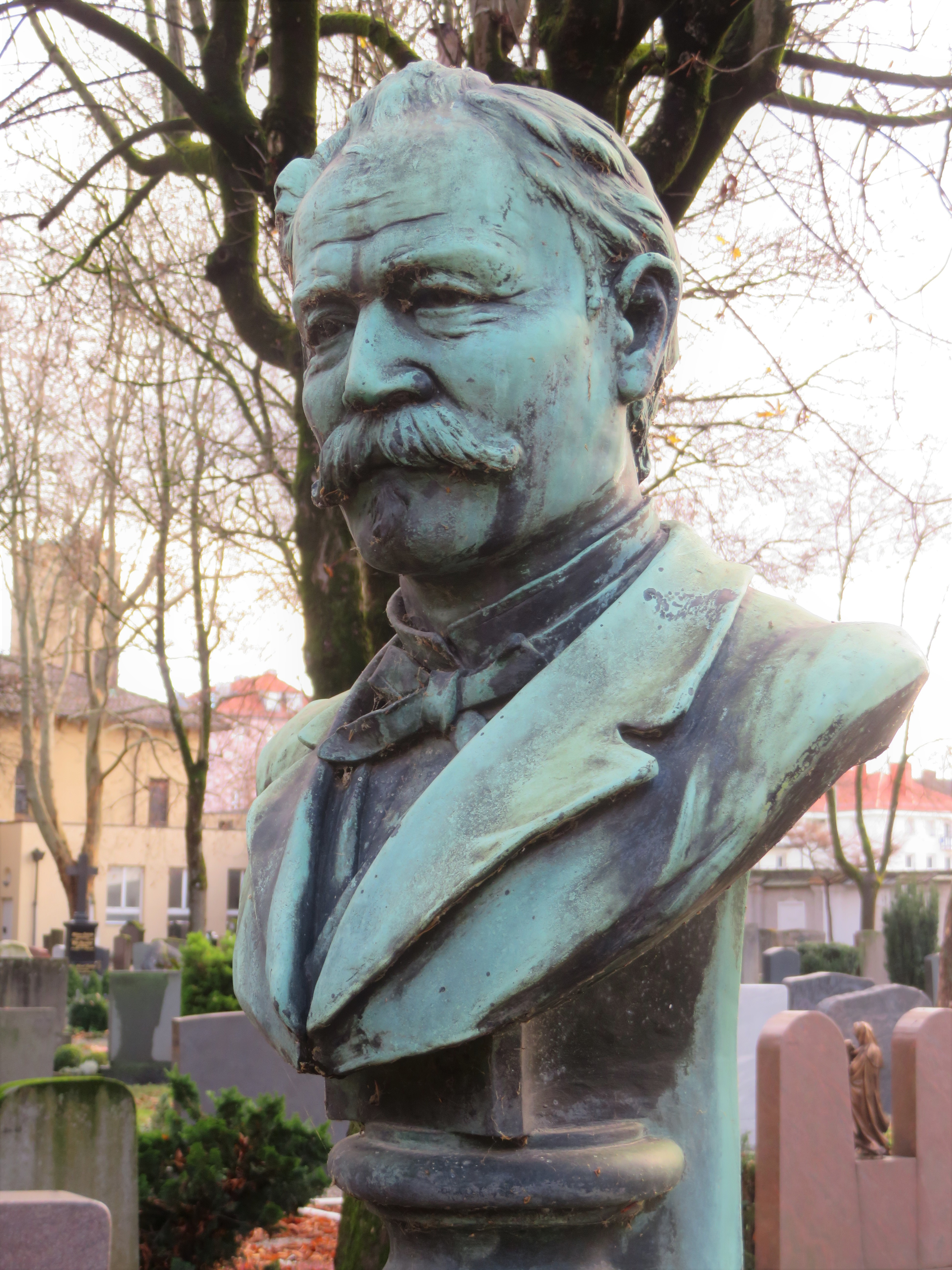
Büste Ludwig Leybolds auf dem Hermanfriedhof

Ludwig Leybold (* 5. August 1833 in München; † 24. März 1891 in Augsburg) war ein deutscher Architekt und kommunaler Baubeamter. Als Stadtbaurat prägte er zwischen 1866 und 1891 die städtebauliche Entwicklung Augsburgs zu einer modernen Industriestadt. Auf Leybold gehen breite Straßen und Parks in der Stadt zurück; seine vorwiegend im Stil der Neorenaissance errichteten Gebäude sowie Ensembles in den von ihm geplanten Straßen stehen – soweit erhalten – unter Denkmalschutz.

## Leben

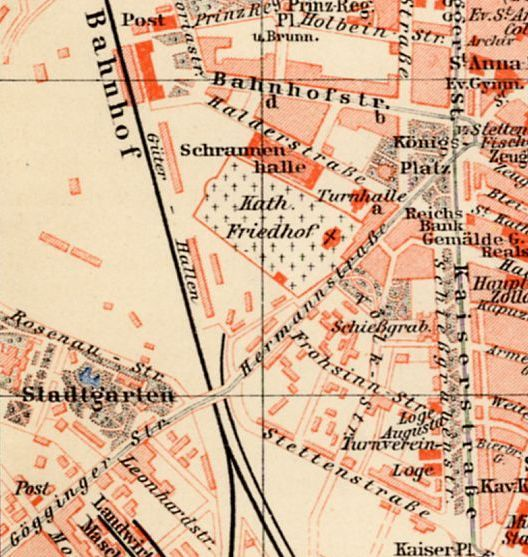
Ausschnitt eines Stadtplans von Augsburg mit einem Teil der von Leybold geprägten Straßenzüge und dem Stadtgarten (1905)

Ludwig Leybolds Vater Friedrich Leybold war königlicher Obergeometer. Seine Mutter Anna Leybold, geborene Benz, war eine nahe Verwandte von Franz Xaver Gabelsberger.
Von 1843 bis 1847 besuchte er in München die Lateinschule und von 1847 bis 1849 die Gewerbeschule. Vom Jahr 1849 bis zum Jahr 1853 besuchte er die Polytechnische Schule München und schloss das Studium mit dem Staatsexamen für Civilbau ab. Nach seiner Ausbildung war Leybold ab 1854 unter der Leitung von Gottfried Neureuther bei der königlichen Eisenbahnkommission in München tätig. Er arbeitete dort an der Projektierung der Bahnlinie München–Starnberg und des Bahnhofs Würzburg. Im Jahr 1854 legte er die Lehramtsprüfung als Zeichenlehrer ab. Daran anschließend arbeitete er als Zeichenlehrer an der Gewerbeschule in Kaiserslautern. 1857 heiratete er Maria Martha Kley aus Mannheim. 1858 wurde er Bauassistent bei der Königlichen Baubehörde in Kaiserslautern, 1860 erfolgte seine Versetzung als Bauassistent nach Kaufbeuren. 1861 und 1862 machte er mit einem staatlichen Stipendium Studienreisen in die Niederlande, nach Belgien und Frankreich. Nachdem er schriftlich seine Reisen geschildert hatte, wurde er als Bauassistent nach München versetzt. Im Jahr 1863 machte er sich in Augsburg als Zivilingenieur selbstständig. Ab 1864 war Leybold als Ingenieur beim städtischen Baubüro in Augsburg tätig. Im Jahr 1866 wurde er zu dessen Leiter gewählt, als Nachfolger des Augsburger Stadtbaurats Jakob Graff. Im Jahr 1867 reiste er mit einem weiteren Stipendium nach Paris, London und in die Niederlande. Im Jahr 1869 reiste er nach Salzburg, Graz und Wien. Er reiste nach Paris zu der Weltausstellung 1878 und der Weltausstellung 1889, im Jahr 1878 auch zur 3. Jahrestagung des Verbands Deutscher Architekten- und Ingenieur-Vereine in Dresden.
Nach dem Abbruch großer Teile der historischen Augsburger Stadtbefestigung ab 1860 im Rahmen der Entfestigung war die Augsburger Altstadt im Westen geöffnet. Auf den freien Arealen zwischen der Altstadt und dem (damals) neuen Bahnhof im heutigen Bahnhofsviertel gestaltete Leybold breite Straßen und Boulevards nach dem Vorbild vieler anderer europäischer Metropolen: Die westliche Wallstraße, die Klinkertorstraße, die Volkhartstraße, die Fuggerstraße sowie die Kaiserstraße (die heutige Konrad-Adenauer-Allee).
Leybold plante nach dem Vorbild von Wien eine Ringstraße um Augsburg, die die gesamte Altstadt umspannen sollte. Diese wurde jedoch nie vollendet, sondern blieb auf die Abschnitte Volkhartstraße / Fuggerstraße / Kaiserstraße beschränkt. Die prächtigste von Leybolds Straßen ist die Fuggerstraße, ein 48 Meter breiter Boulevard, der von den Stadthäusern wohlhabender Bürger und Kaufhäusern gesäumt war. An ihrem nördlichen Ende befindet sich seit 1877 im Blickfang das „Große Haus“ (ehemals Stadttheater, heute Staatstheater Augsburg). An ihrem südlichen Ende, dem vormaligen Standort des Gögginger Tors, wurde der Königsplatz angelegt, der heute ein Knotenpunkt des öffentlichen Personennahverkehrs ist. Bis auf die Schleifung der Stadtbefestigung legte Leybold Wert darauf, die mittelalterliche Altstadt Augsburgs möglichst unbeeinträchtigt zu bewahren.
In den 1870er Jahren entstand auf Anregung Leybolds, der darum bemüht war, den durch die Industrialisierung hervorgerufenen Verlust von Grünflächen durch die Schaffung neuer Grünflächen auszugleichen, das Naherholungsgebiet Siebentischanlagen.
Leybold erbaute über ein Dutzend Schulen in Augsburg, u. a. das Schulhaus Links der Wertach (1870), das Mädchen-(1872) und Knabenschulhaus (1876/77) bei St. Max, das Schulhaus Rechts der Wertach (1879), die Volksschule St. Jakob (1887), sowie Schulhäuser für das Südwestende (1889) und die Wertachvorstädte (1893). Als sein prächtigstes Schulgebäude gilt die Volksschule St. Anna (heute St.-Anna-Grundschule). Auch im Beethovenviertel an der Stettenstraße entstanden um 1880 einige prächtige Villen nach Leybolds Entwürfen. Ein weiteres Gebäude Leybolds ist der Erweiterungsbau des Augsburger Rathauses, der in den Jahren 1889 bis 1890 entstand. Zu Beginn des Jahres 1891 wurde Leybold zum Oberbaurat befördert.
Ludwig Leybold starb am 24. März 1891 im Alter von 57 Jahren in Augsburg. Sein Grabmal mit Bronzebüste auf dem Katholischen Friedhof an der Hermanstraße ist erhalten und wird seit 2017 von der Stadt Augsburg als Ehrengrab auf Dauer weitergeführt. Leybolds Nachfolger als Stadtbaurat wurde Fritz Steinhäußer, der das Amt bis 1911 innehatte.
Ludwig und Maria Martha Leybold hatten sieben Kinder, Karl, Wilhelm, Ludwig jr., Anna, Friedrich, Max und Friederike Leybold. Leybolds Nachlass (Sammlung von Plänen, 30 Werke, 2 laufende Meter) befindet sich im Stadtarchiv Augsburg. Nach der Zerstörung des Rathauses im Zweiten Weltkrieg dienten die exakten Zeichnungen in Leybolds Skizzenbuch als wichtige Grundlage bei der Wiederherstellung des Goldenen Saals und des nordwestlichen Fürstenzimmers.

## Schwäbische Kreisausstellung 1886

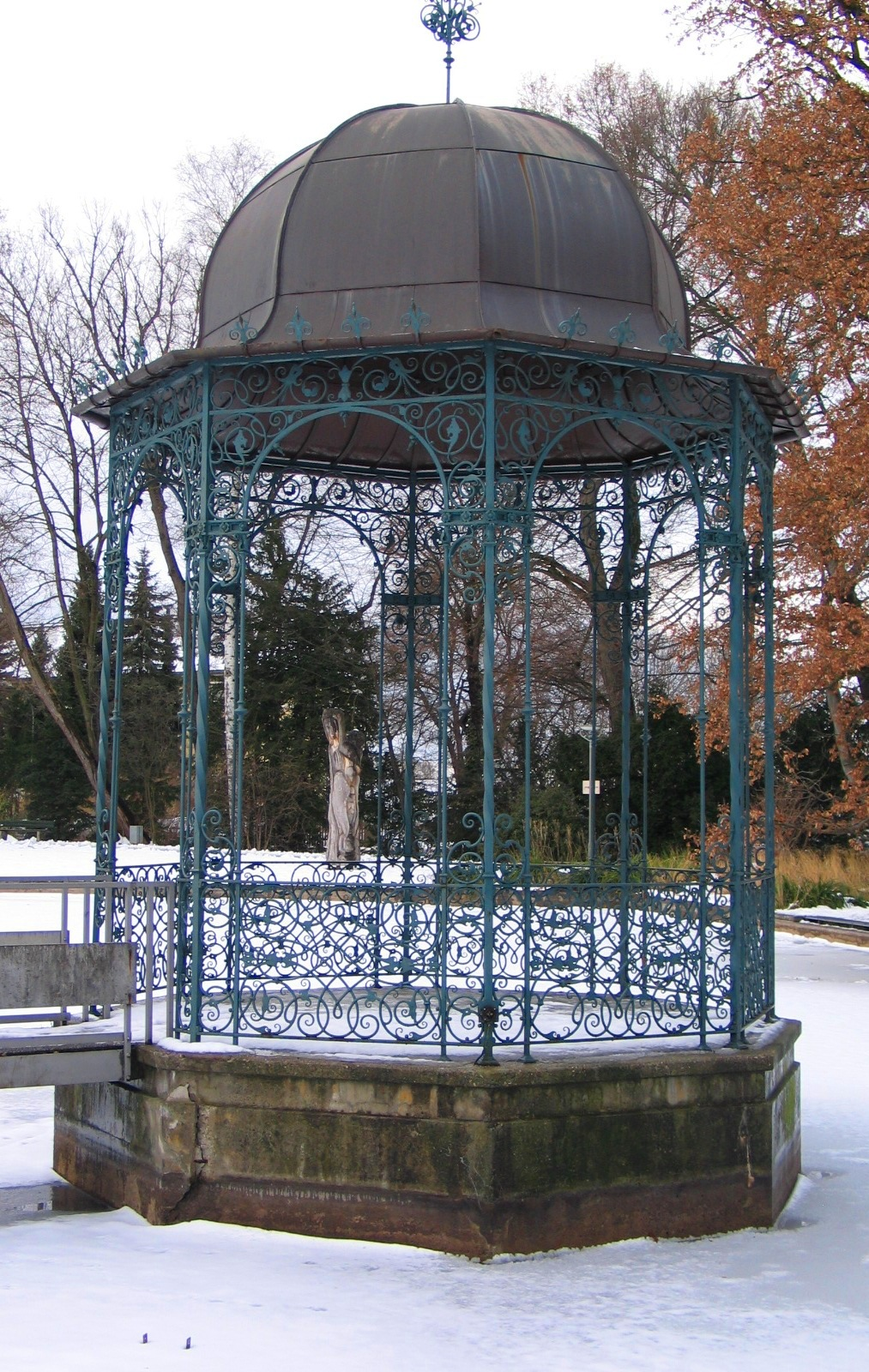
Pavillon im Stadtgarten

1886 konzipierte Ludwig Leybold die Schwäbische Kreis-, Industrie-, Gewerbe- und Kunsthistorische Ausstellung. Für diese Ausstellung wurde auf dem Thennschen Gartengut an der heutigen Gögginger Straße der Stadtgarten angelegt, in dessen Areal unter anderem 350 große Bäume gesetzt wurden. Die temporären Ausstellungsgebäude waren nach Plänen von Ludwig Leybold, Jean Keller und Karl Albert Gollwitzer großenteils aus Holz gebaut. Nach dem Ende der Ausstellung wurde das Areal als Stadtgarten mit Café und Musikpavillon genutzt. 1889 wurde eine Konzerthalle mit 2000 Plätzen hinzugefügt. Sie brannte 1910 nieder und wurde 1914 durch den Fest- und Konzertsaal Ludwigsbau ersetzt, der wiederum 1968/1972 durch die Kongresshalle ersetzt wurde, das heutige Kongress am Park. Die 1900 erbaute Sängerhalle bot für Großveranstaltungen aller Art Platz für 6000 Personen; sie brannte 1934 nieder.
Alle Gebäude der Schwäbischen Kreisausstellung wurden im 20. Jahrhundert abgerissen; als einziges Relikt ist ein schmiedeeiserner Pavillon beim Kongress am Park übrig. Der Stadtgarten ist heute ein Teil des größeren Wittelsbacher Parks.

## Bauten (Auswahl)
- 1870er Jahre: Ensemble Fuggerstraße / Volkhartstraße / Schaezlerstraße, als Ensemble unter Denkmalschutz
- 1872–1873: Volksschule St. Anna, Schaezlerstraße 26
palastartiger, dreigeschossiger Bau mit flachem Satteldach und Mezzanin, Längstrakt zwischen zwei quergestellten Seitenflügeln, Neurenaissance
- um 1880: Doppel-Mehrfamilienhaus Stettenstraße 6/8
zweigeschossiger Walmdachbau mit Risaliten und spätklassizistischer Gliederung mit toskanischem Portikus
- um 1880: Villa Stettenstraße 10 (früher Hühnerstraße)
zweigeschossiger Walmdachbau mit Risaliten und spätklassizistischer Gliederung, mit toskanischem Portikus
- um 1880: Villa Stettenstraße 12 (früher Hühnerstraße)
zweigeschossiger, asymmetrischer Walmdachbau mit turmartigem Mittelrisalit und reicher spätklassizistischer Gliederung
- 1882: Wohn- und Geschäftshaus Bahnhofstraße 21
dreigeschossiger Eckbau mit Zwerchgiebel, überkuppeltem Eckerker und reicher Putzgliederung, Neurenaissance
- 1889–1890: Erweiterungsbau zum Augsburger Rathaus
fünfgeschossiger Walmdachbau mit Eck- und Mittelrisalit, zum Fischmarkt hin Loggia im Stil der Neurenaissance

sowie verschiedene Privatbauten an der Hermannstraße

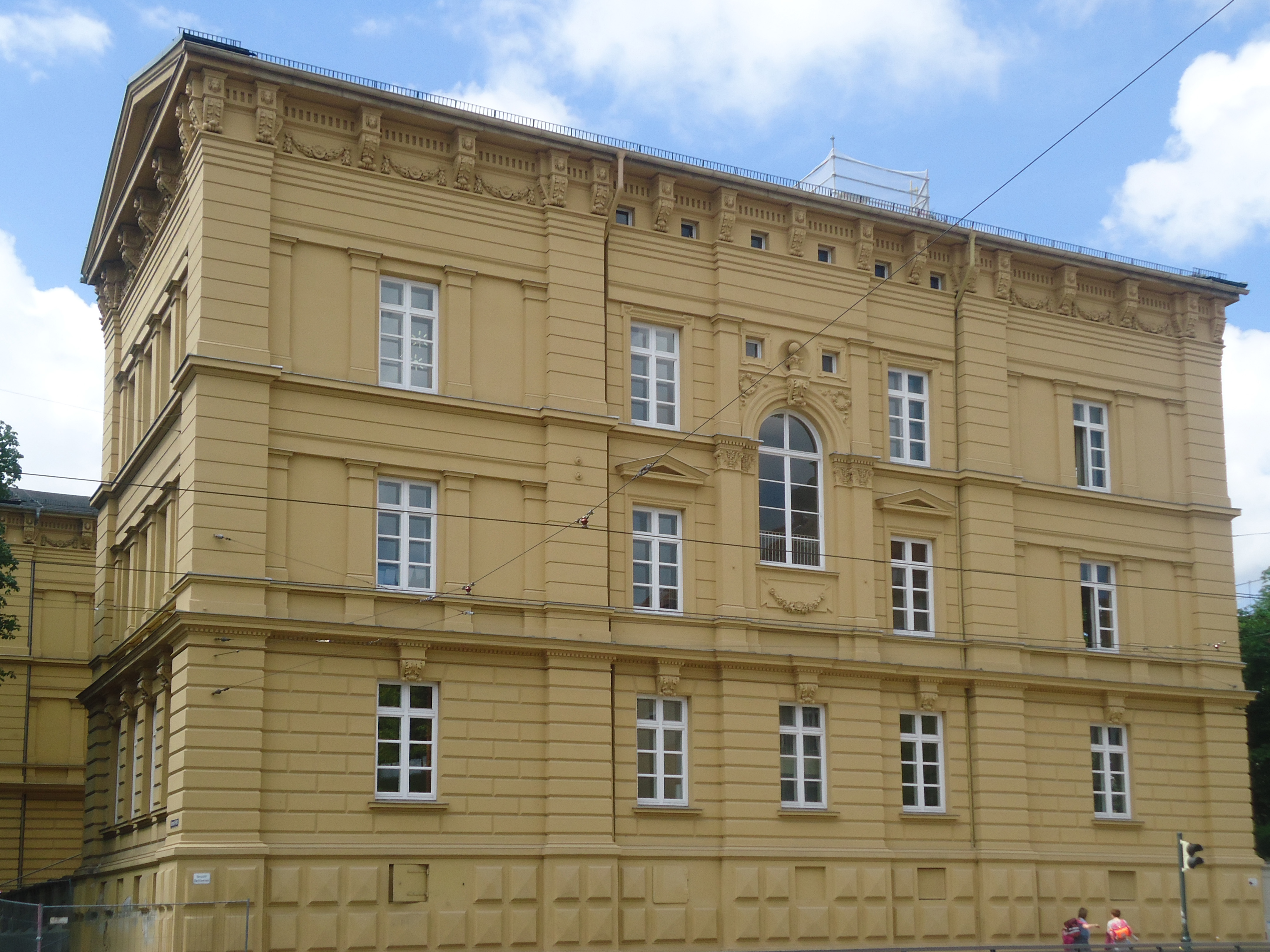
Volksschule St. Anna
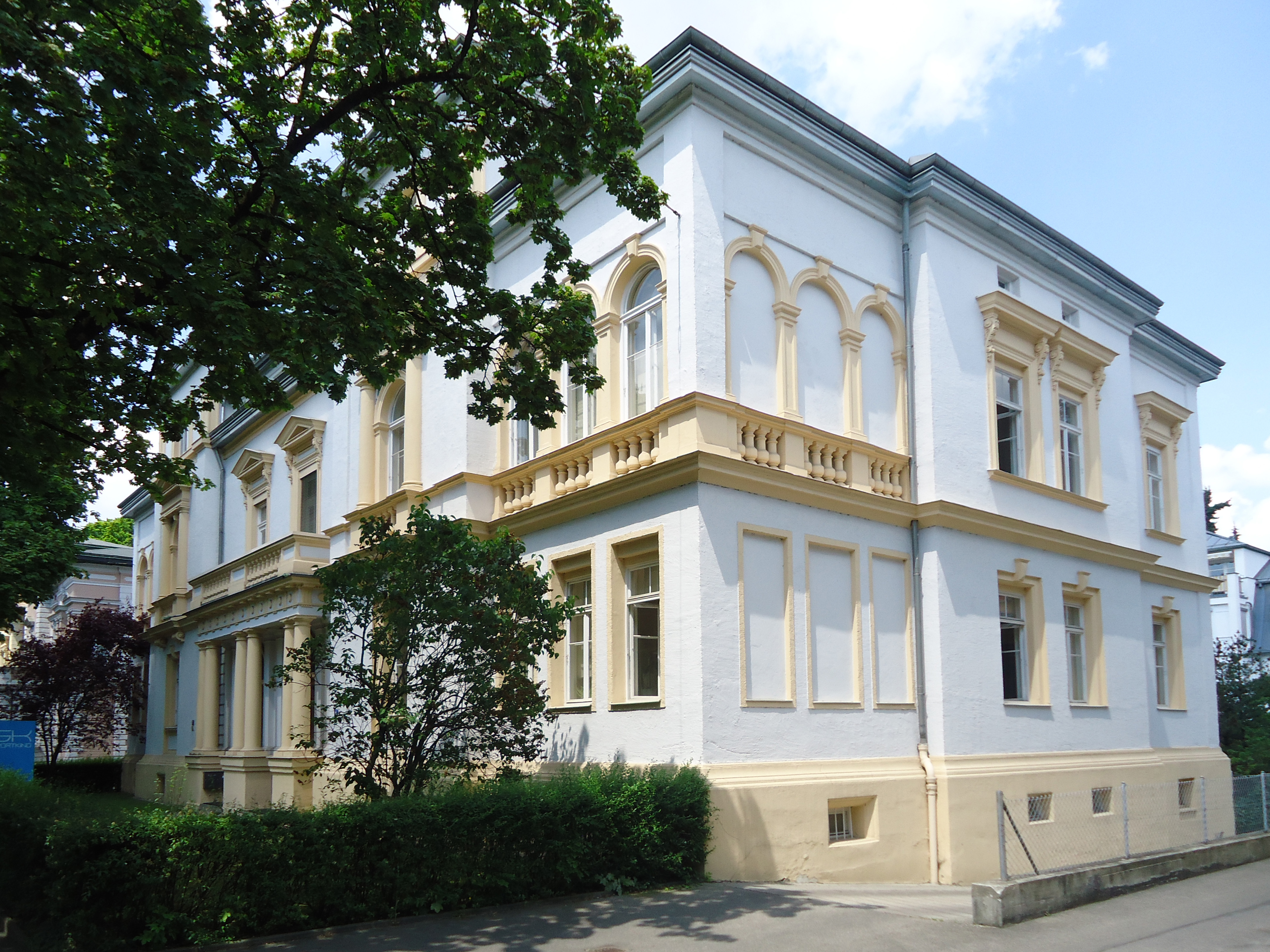
Doppel-Mehrfamilienhaus Stettenstraße 6/8
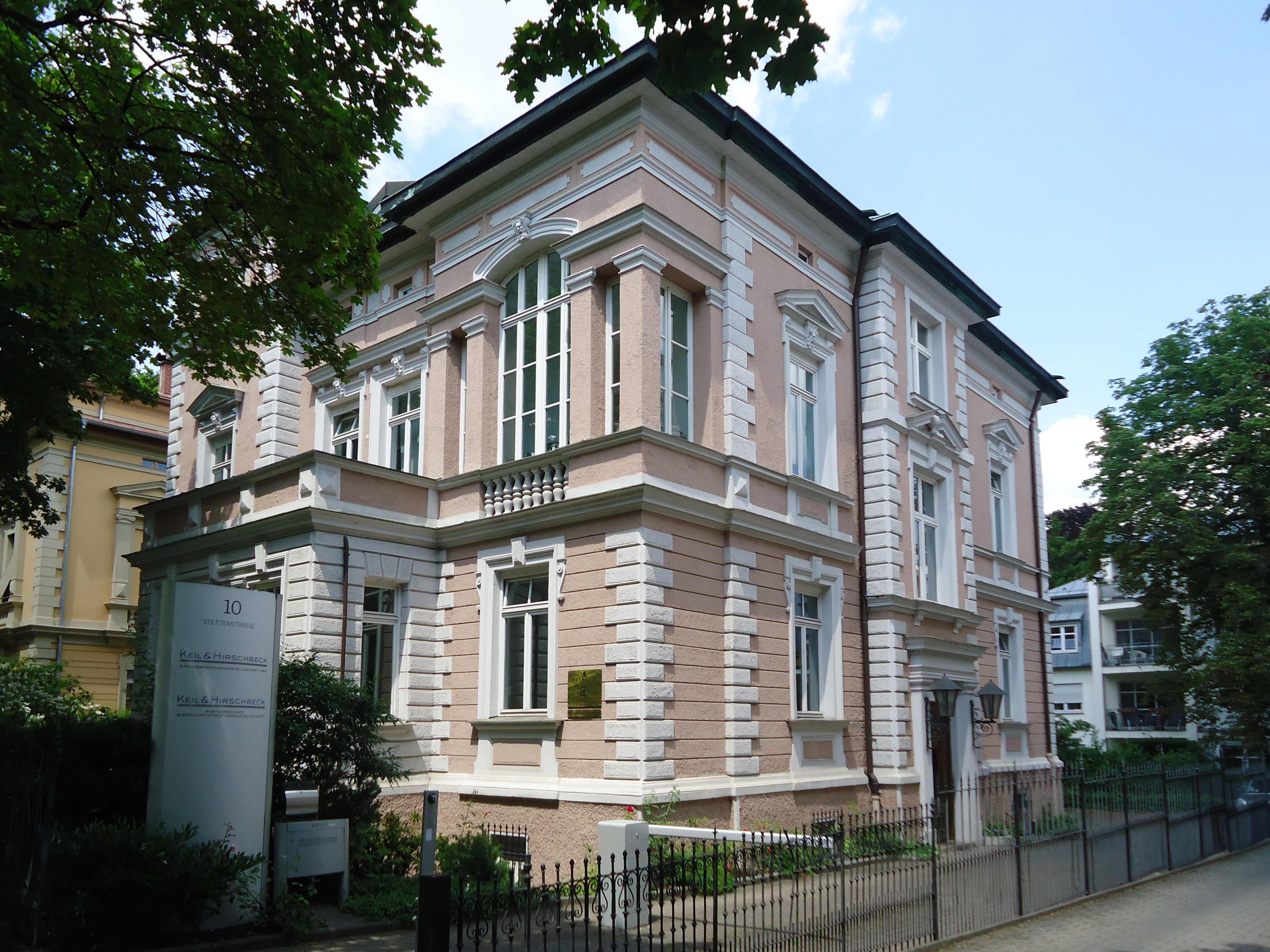
Villa Stettenstraße 10
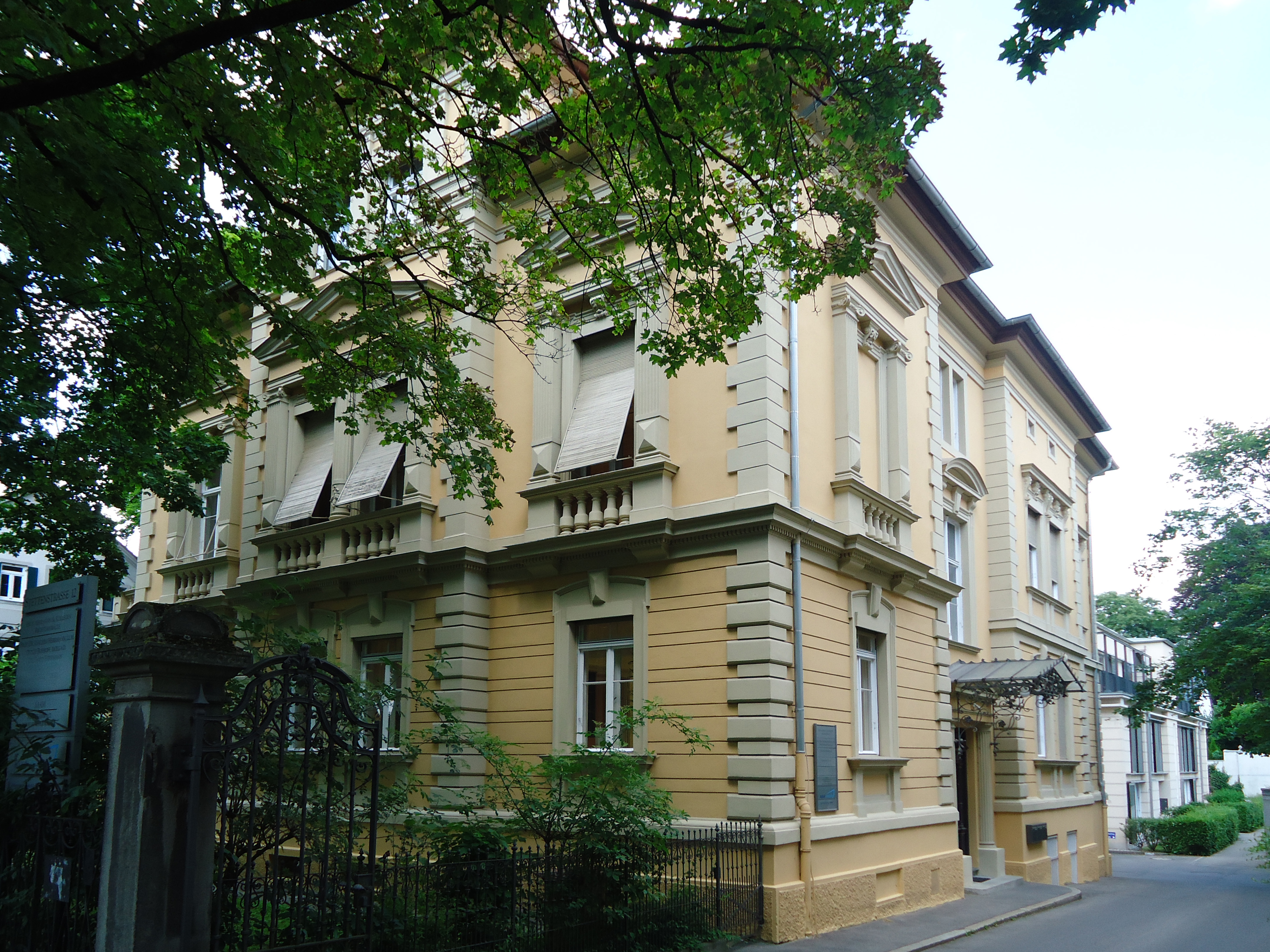
Villa Stettenstraße 12
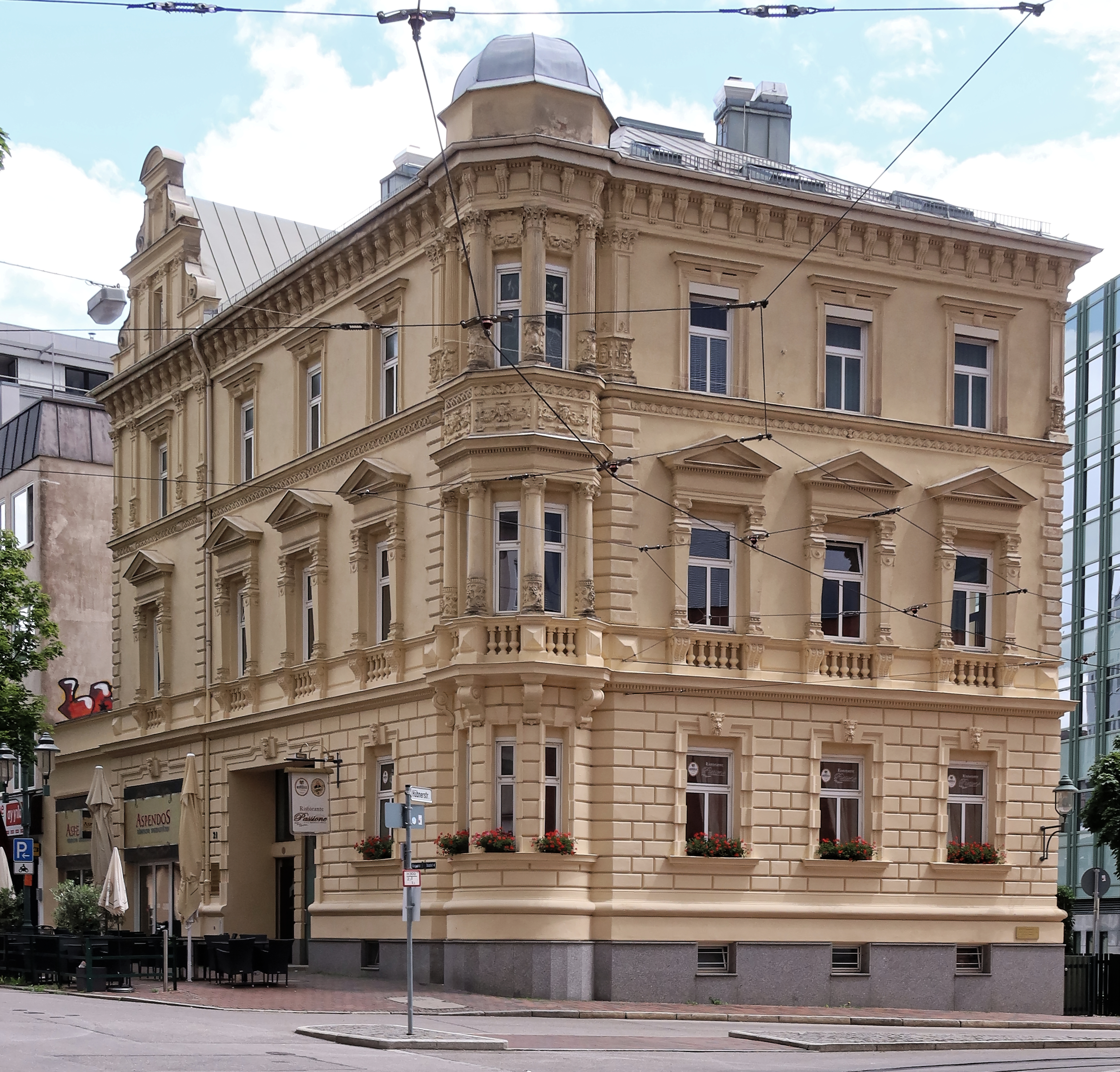
Wohn- und Geschäftshaus Bahnhofstraße 21
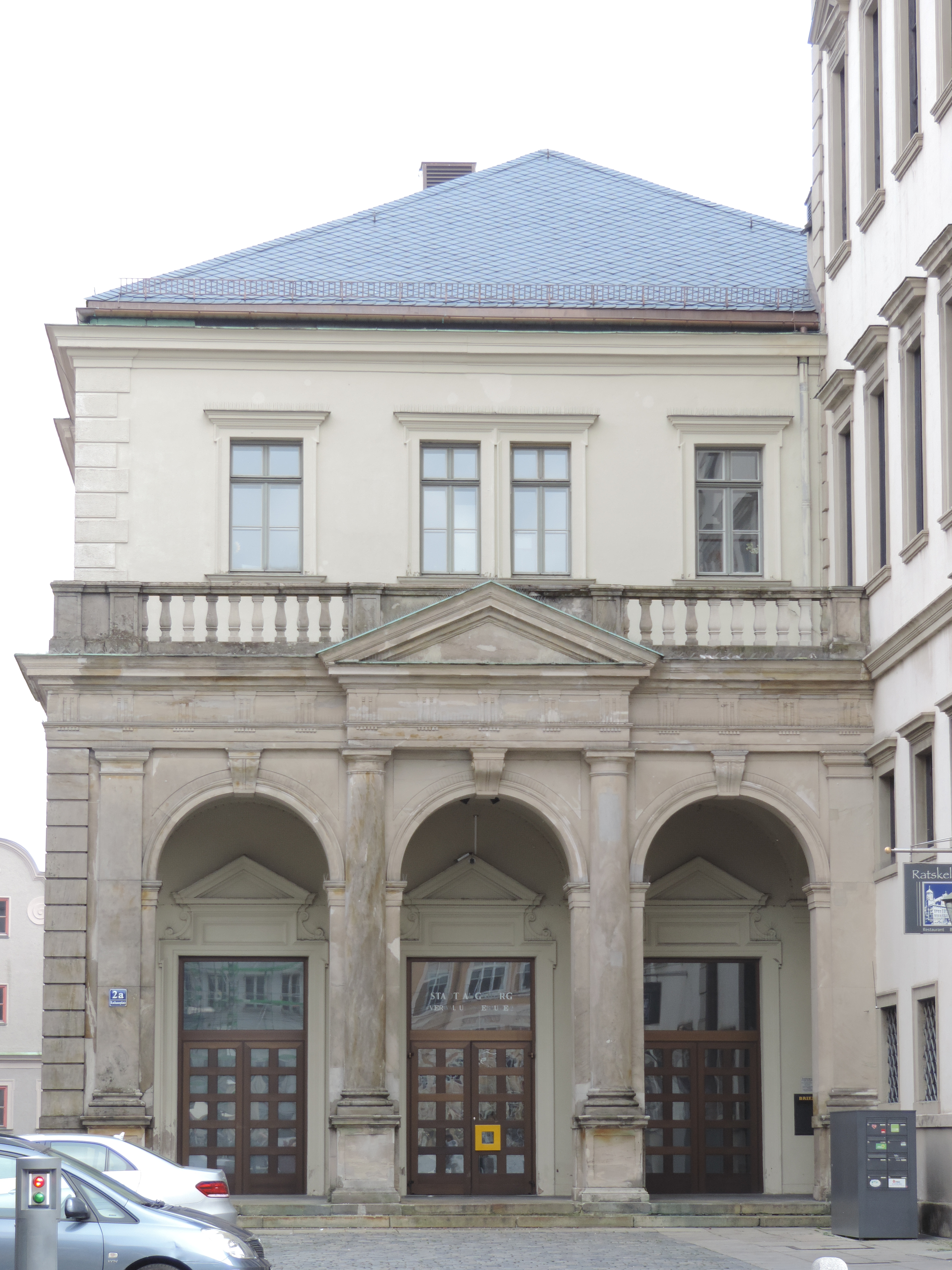
Erweiterungsbau zum Augsburger Rathaus

## Sonstige Werke (Auswahl)
- 1873 Monumentalplan der Stadt Augsburg[12][13][14]
- Ludwig Leybold (Hrsg., postum): Das Rathaus der Stadt Augsburg. Ch. Claesen & Co., Berlin 1892.

## Ehrungen
- In Augsburg-Hochfeld wurde die Leyboldstraße nach ihm benannt.
- Im Architekturmuseum Schwaben war Ludwig Leybolds Wirken die Ausstellung „Aufbruch in eine neue Ära – Augsburg unter Stadtbaurat Ludwig Leybold (1866–1891)“ gewidmet, die dort vom 12. September bis zum 8. Dezember 2019 gezeigt wurde.[15]
- Ehrengrab der Stadt Augsburg